# Ateloplus hesperus
Ateloplus hesperus är en insektsart som beskrevs av Morgan Hebard 1934. Ateloplus hesperus ingår i släktet Ateloplus och familjen vårtbitare. Inga underarter finns listade i Catalogue of Life.